# 建築基準法
建築基準法（けんちくきじゅんほう、昭和25年5月24日法律第201号）は、国民の生命・健康・財産の保護のため、建築物の敷地・設備・構造・用途についての最低基準に関する日本の法律である。前身は市街地建築物法（大正8年法律第37号）である。
国土交通省（旧・建設省）住宅局市街地建築課が所管し、同省都市局都市計画課・市街地整備課、不動産・建設経済局建設業課、厚生労働省健康・生活衛生局生活衛生課ならびに環境省環境再生・資源循環局廃棄物適正処理推進課と連携して執行にあたる。

## 概要
建築基準法は、建築法規の根幹を成す法律である。この法律の下には、建築基準法施行令・建築基準法施行規則・建築基準法関係告示が定められており、建築物を建設する際や建築物を安全に維持するための技術的基準などの具体的な内容が示される。建築基準法が日本国民の生命・健康・財産保護の最低基準を指し示す方針を掲げているのに比して
- 建築基準法施行令では建築基準法の規定を受けて、規定を実現するための具体的な方法や方策を定めている。
- 建築基準法施行規則では建築基準法と建築基準法施行令を実施する際に必要とされる設計図書や事務書式を定めている。
- 建築基準法関係告示は監督官庁から公示され、複数分野の技術革新により日々変化していく事物へ追従するために建築基準法・建築基準法施行令・建築基準法施行規則を補完する役割を担う。

建設関連法令分野における通称として建築基準法は「法」、建築基準法施行令は「令」、建築基準法施行規則は「規則」、建築基準法関係告示は「告示」と略される。
地方公共団体はそれぞれの地域の特殊性を加味して建築基準法第40条に基づき、条例により必要な制限を附加することができ、また市町村は土地の状況から必要な場合は建設基準法第41条に基づき、国土交通大臣の承認を得た上で条例として緩和を制定することができる。一般的にこれらは建築条例や建築基準条例と呼ばれ、多くの地方公共団体（市町村を含む）では、細目まで定めた条例が制定されている。
行政手続き上の効力や拘束力を持たないものとして「建築指導要綱」といった内規が建築指導課や指導係等の所管課で定められている場合があり、行政指導の名目で建築行為の制限を受けることがある。
- 制限の多くは建設時に受益者負担の見地から都道府県や市町村等の地方公共団体が建設事業者に対して「行政からお願い」の立場で方針化してある。
- その方針には複数の目的があり、財政上の理由から公共事業の立ち遅れや上下水道の未整備等の地域を改善する目的、建築基準法上では規制されていないものの地域住民の安寧を乱す可能性のあるものに対して一定の基準を明示する目的、建設事業が周辺住民へ及ぼす影響の周知徹底、関係地権者や権利権限者との相互手続きや関係諸官庁に対する申請の進め方を図示したフローチャートなどである。

建築物を企画・設計し、建設して実際に利用者が建築物を使用する場合には、建築基準法のほかに、建築物への消防活動と連携するための消防法、建築物が連なった街区や広域な見地から連携する都市計画法、自然の地形を切り土や盛り土で造成することで宅地化する際に連携する宅地造成及び特定盛土等規制法、代表的な都市インフラと連携する水道法や下水道法、建築物の利用によって排水される汚水と連携する浄化槽法、建築物を利用する上で弱者救済と連携する高齢者、障害者等の移動等の円滑化の促進に関する法律（バリアフリー新法）、建築物を利用する上で建築材料の品質を一定の基準内に定めるための住宅の品質確保の促進等に関する法律（品確法）、地震国の日本において耐震性を維持するための建築物の耐震改修の促進に関する法律（耐震改修促進法）、建築物を設計する際に求められる職能の規定する建築士法、建築物を施工する事業所の業態を規定する建設業法などのさまざまな建築関連法規の規制を受ける。
建築基準法はそれらと密接な関連性を持ちながら機能する法律である。建設する地域の特殊性に応じて文化財保護法・行政手続法・景観法などとも関連する。

### 総括的規定と実態的規定
建築基準法は大きくは総括的規定と実態的規定に分けて構成されている。
- 総括的規定では建築基準法の目的や用語の定義などがあり、手続きや罰則等に関する規定を意味する手続きが記される。
- 実態的規定では建築物の使用用途や規模などに応じて求められる構造を定めている。ここで言う構造とは木造・鉄筋コンクリート造・鉄骨造等々の建築物を構築するために必須の構造体だけではなく、機能を有するために必須の仕組みを意味する。

さらに実態的規定は単体規定と集団規定に分けられる。
単体規定
第2章にあり、適用範囲は日本国内すべての地域である。個々の建築物及び建築物の定着している敷地が他の建築物や敷地に依存することなく単体で恒久的に安全・快適さを維持機能しつづけていくために必要な最低限度の構造が規定されている。
- 安全に関しては、大別して建築物とその利用者の二つに分けて規定されており、建築物にあっては自然災害の地震・雷・台風等々の建築物への外部応力から人命や財産を守るために必要な構造耐力や構造仕様の規定、利用者にあっては安全に避難するための避難経路や避難階段等の構造が規定されている。建築物の規模や建物用途に応じては、火災や災害時に発生する煙の吸引を出来る限り低くしたり、煙による避難路への視界を確保するための排煙設備、出火時に同一建物内部への類焼を防ぐ防火区画、高層化の進む建築物にあっては利用者の避難と消防活動に用いる非常用エレベーターほかの防災救助用設備等についての規定がある。
- 建築物の利用者の健康を維持する快適に関しては、採光・換気設備において継続的に利用する居室の窓の大きさを建物用途ごとに規定しており、伝染病の防止や予防の観点から便所の規定がある。

集団規定
第3章にあり、都市計画法の規定と連携している。都市計画法では日本国内を都市計画区域の内外に定め、そのうちで建築基準法では都市計画区域内に建つ建築物を対象としている。都市計画区域内は日本国内の地域ごとに用途地域として利用目的を定めており、建築物が健全な都市環境の一要素として機能するための規定している。
単体規定の対象が建築物と建築物が定着している敷地であり、それらを取り巻く周囲が集団規定であるために、単体規定と集団規定が接している接道義務は重要な規定であり、敷地と建築物の延べ面積の割合を規定する容積率や斜線制限等と密接な関係をもつ。
なお、総括的規定・手続規定・単体規定・集団規定というこれらの呼び名は通称であり、法に明文されたものではない。また、集団規定には第4章も加えるという考え方もある。

## 「最低の基準」の意味
- 建築基準法は同法第一条に謳われている通り最低の基準を定めている技術法令である。第一条の「目的」に最低限と謳われている理由はいくつかある。ひとつは、建築基準法というものは自由に建築を行う私人の権利を公権力によって制限しまたは規制して社会の秩序を保とうとする性格を持つ法律であるから、その制限については憲法13条に基づき、必要最小限のものでなければならないという理念からである。なお、この建築基準法第１条（目的）は、当時のUBC（Uniform Building Code）の直訳とされる。
- 次にこの法律で制限するレベルはあくまでも最低限であるから、この法令による技術的基準を守っていれば建物の安全が保証され、私達の生命・健康・財産の保護が完全に保証されるというものでもないということである。さらに、この法律は最低限に過ぎないので、その地域や周囲の環境等の状況に適した建築物の在り方を制定するために、各種条例や建築協定などの規定を別途に組むことも可能であることを示唆している。ただし、実際は非常に細かなところにまで規制が及んでおり、最低限の規定になっているとはいいがたい。

## 目次

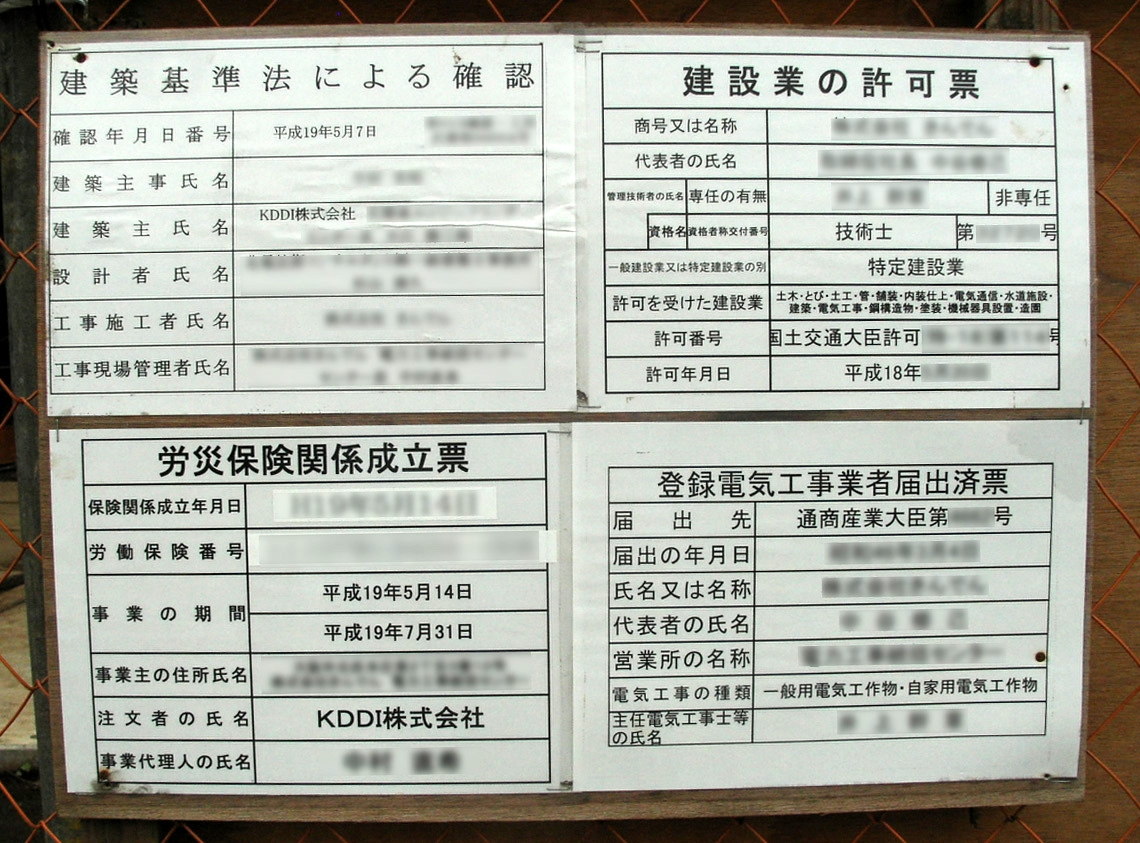
建築基準法により義務化されている建築確認告示掲示板の一例。（携帯電話基地局建設現場）

## 特定行政庁
建築基準法上の特定行政庁とは、建築主事を置く市町村および特別区の区域については当該市町村および特別区の長をいい、その他の市町村および特別区の区域については都道府県知事をいう。なお、法令により都道府県知事から建築主事を置く市町村および特別区の長へと委任される事務については、当該委任先を特定行政庁とみなす。

## 関連法令
- 建築基準法施行令
- 都市計画法
- 建設業法 - 建設会社
- 建築士法 - 建築士
- 消防法
- 高齢者、障害者等の移動等の円滑化の促進に関する法律（バリアフリー新法）
- 建築物のエネルギー消費性能の向上に関する法律（建築物省エネ法）

## 国家資格
- 特殊建築物等調査資格者
- 昇降機検査資格者
- 建築設備検査資格者
- 建築基準適合判定資格者